# Juca Rosa
Juca Rosa é um bairro da cidade de Eunápolis, no estado da Bahia e que fica às margens da BR 101.
É o segundo maior bairro da cidade. Possui diversas escolas, entre elas o Colégio Estadual Eloyna Barradas, situado na Rua Miss Mariléia, com aproximadamente três mil alunos, nos turnos integral e noturno. 
Entre suas atrações está a Praça do Juca Rosa.